# Kralingsche Zeil Club
De Kralingsche Zeil Club (opgericht 8 september 1915, te Rotterdam) is een watersport vereniging aan de Kralingse Plas. De KZC is als 28ste watersportvereniging in 1931 toegetreden tot de Koninklijke Verbonden Nederlandsche Watersport Vereenigingen (KNVWV) de voorloper van het Watersportverbond. De vereniging heeft ruim 300 leden.

In samenwerking met de omliggende verenigingen worden regelmatig zeilwedstrijden georganiseerd. Deze worden vaak erg druk bezocht zowel door zeilers als toeschouwers.